# Steven Richards
Steven Richards, född den 11 juli 1972 i Auckland, Nya Zeeland, är en nyzeeländsk racerförare.

## Racingkarriär
Richards är son till den sjufaldige Bathurst 1000-vinnaren Jim Richards, och blev även han en framgångsrik racerförare. 1998 blev Richards tvåa i Bathurst 1000 tillsammans med engelsmannen Matt Neil efter att under hela loppet kämpat mot Rickard Rydell och sin far Jim. Hans bästa meriter är femteplatsen 2004, men hans troligen största merit är Bathurstsegern 1999. 2008 kör han för fabriksstallet Ford Performance Racing som stallkamrat till Mark Winterbottom.